# 2007 sur Internet
Cet article présente les faits marquants de l'année 2007 sur Internet.

## Évènements
- Création du magasin de musique en ligne Bandcamp.

### Août
- 22 août : création du service de streaming musical Deezer.